# Comuna Mîhailivka, Kazanka
Mîhailivka (în ucraineană Михайлівка) este o comună în raionul Kazanka, regiunea Mîkolaiiv, Ucraina, formată din satele Kozlivka, Krotivka, Mîhailivka (reședința) și Novovolodîmîrivka.

## Demografie
Componența lingvistică a comunei Mîhailivka
     Ucraineană (92,48%)
     Rusă (6,05%)
     Alte limbi (1,05%)
Conform recensământului din 2001, majoritatea populației comunei Mîhailivka era vorbitoare de ucraineană (92,48%), existând în minoritate și vorbitori de rusă (6,05%).